# نادي راه آهن
نادي راه آهن (بالفارسية: باشگاه فوتبال راه‌آهن سورینت) ، هي نادي رياضي لكرة القدم في إيران ، أسست سنة 1937م، وتقع مقرها في العاصمة الإيرانية طهران.

## وصلة خارجية
- (بالفارسية) Official website